# Miconia octopetala
Miconia octopetala é uma espécie de arbusto da flora de Brasil pertencente à família Melastomataceae. 

## Taxonomia
Miconia octopetala foi nomeada por o botânico belga Célestin Alfred Cogniaux, descrito em Monographiae Phanerogamarum 7: 764, e publicado em 1891.

## Conservação
O Governo do Estado do Espírito Santo incluiu em 2005 M. octopetala em sua primeira lista de espécies ameaçadas de extinção, por intermédio do Decreto nº 1.499-R, classificando-a como uma espécie vulnerável.